# Chris Van Allsburg
Chris Van Allsburg (East Grand Rapids, 18 giugno 1949) è uno scrittore e illustratore statunitense di libri per ragazzi.

## Biografia
Van Allsburg frequenta la facoltà di architettura presso l’Università del Michigan, studiando scultura e imparando le tecniche di lavorazione del bronzo, del legno e della resina. Si laurea nel 1972 e prosegue gli studi presso la Rhode Island School of Design (RISD), ottenendo un master in scultura nel 1975, per poi aprire un laboratorio di scultura.
Per qualche tempo Van Allsburg si occupa con qualche difficoltà del laboratorio, e quando è a casa comincia a disegnare una serie di sketch. Ritenendola adatta a illustrare un libro per bambini, sua moglie la mostra a un editore, che fa ottenere a Van Allsburg un contratto per pubblicare il suo primo libro: The Garden of Abdul Gasazi (1979), che gli vale una candidatura per la medaglia Caldecott nel 1980.
La sua fama è principalmente dovuta, però, al suo secondo albo, Jumanji, scritto nel 1982, con cui vince la medaglia Caldecott. Un lavoro successivo, Polar Express, gli vale una seconda medaglia Caldecott nel 1985. Entrambi i libri sono successivamente adattati in film cinematografici di grande successo, così come Zathura.
Nel 1986 è scelto come candidato americano per il premio Hans Christian Andersen, il riconoscimento internazionale più importante per gli autori per l’infanzia, e nell’aprile 2012 riceve dall’Università del Michigan la laurea honoris causa in Lettere.
Chris Van Allsburg vive a Beverly, Massachusetts, con la moglie e le due figlie dal 1974. Ha scritto e illustrato 21 libri (alcuni dei quali sono stati tradotti e pubblicati in Italia da Salani, #logosedizioni e Il Castoro) ed è stato scelto per illustrare le copertine dei libri della serie delle Cronache di Narnia di C.S. Lewis, pubblicata da HarperCollins, e per tre libri per ragazzi di Mark Helprin.

## Opere

### Libri
- The Garden of Abdul Gasazi, 1979
- Jumanji, 1981, vincitore della medaglia Caldecott (ed. it. Jumanji, #logosedizioni, 2013, trad. di Francesca Del Moro)
- Ben’s Dream, 1982
- The Wreck of the Zephyr, 1983

- The Mysteries of Harris Burdick, 1984 (ed. it. I misteri di Harris Burdick, #logosedizioni, 2015, trad. di Francesca Del Moro)
- The Enchanted World: Ghosts, testo di il Editors of Time Life Books, 1984
- Polar Express, 1985, vincitore della medaglia Caldecott (ed. it. Polar Express, Salani, 2004)
- The Enchanted World: Dwarfs, testo di Tim Appenzeller, 1985
- The Stranger, 1986
- The Z Was Zapped, 1987
- Two Bad Ants, 1988
- Just a Dream, 1990
- The Wretched Stone, 1991
- The Widow’s Broom, 1992 (ed. it. La scopa della vedova, #logosedizioni, 2013, trad. di Francesca Del Moro)
- The Sweetest Fig, 1993 (ed. it. Il fico più dolce, #logosedizioni, 2013, trad.di Francesca Del Moro)
- Bad Day at Riverbend, 1995
- A City in Winter, testo di Mark Helprin, 1996 (Una città in inverno, Mondadori, 1997, traduzione di Angela Ragusa)
- Zathura, 2002
- Probuditi!, 2006 (ed. it. Probuditi!, #logosedizioni, 2016, trad.di Federico Taibi)
- Queen of the Falls, 2011

### Copertine
- Il leone, la strega e l’armadio, testo di C. S. Lewis, 1978
- Il principe Caspian, testo di C. S. Lewis, 1979
- Il viaggio del veliero, testo di C. S. Lewis, 1980
- La sedia d’argento, testo di C. S. Lewis, 1981
- Il cavallo e il ragazzo, testo di C. S. Lewis, 1982
- Il nipote del mago, testo di C. S. Lewis, 1983
- L’ultima battaglia, testo di C. S. Lewis, 1984
- The Mother Goose Collection, testo di Charles Perrault, 1985
- Playboy, September 1985, testo di il Editors of Playboy e Damon Knight, 1985
- James e la pesca gigante, testo di Roald Dahl, 1988
- Swan Lake, testo di Mark Helprin, 1989 (ed. it. Il lago dei cigni, Mondadori, 2001, traduzione di Roberto Cagliero)
- From Sea to Shining Sea: A Treasury of American Folklore and Folk Songs, testo di Amy L. Cohn, 1993
- The Veil of Snows, testo di Mark Helprin, 1997
- The Emperor’s New Clothes: An All-Star Illustrated Retelling of the Classic Fairy Tale, testo di Hans Christian Andersen e il Starbright Foundation, 1998
- Oz: The Hundredth Anniversary Celebration, testo di L. Frank Baum e Peter Glassman, 2000
- A Kingdom Far and Clear: The Complete Swan Lake Trilogy, testo di Mark Helprin, 2010
- The Chronicles of Harris Burdick: Fourteen Amazing Authors Tell the Tales, 2011 (ed. it. Le cronache di Harris Burdick, Il Castoro, 2012, traduzione di G. Iacobaci)
- The Misadventures of Sweetie Pie, 2014

## Film tratti dalle sue opere
- Jumanji (1995)
- Polar Express (2004)
- Zathura - Un'avventura spaziale (2005)
- Jumanji - Benvenuti nella giungla (2017)
- Jumanji: The Next Level (2019)